# Bianco (fiume)

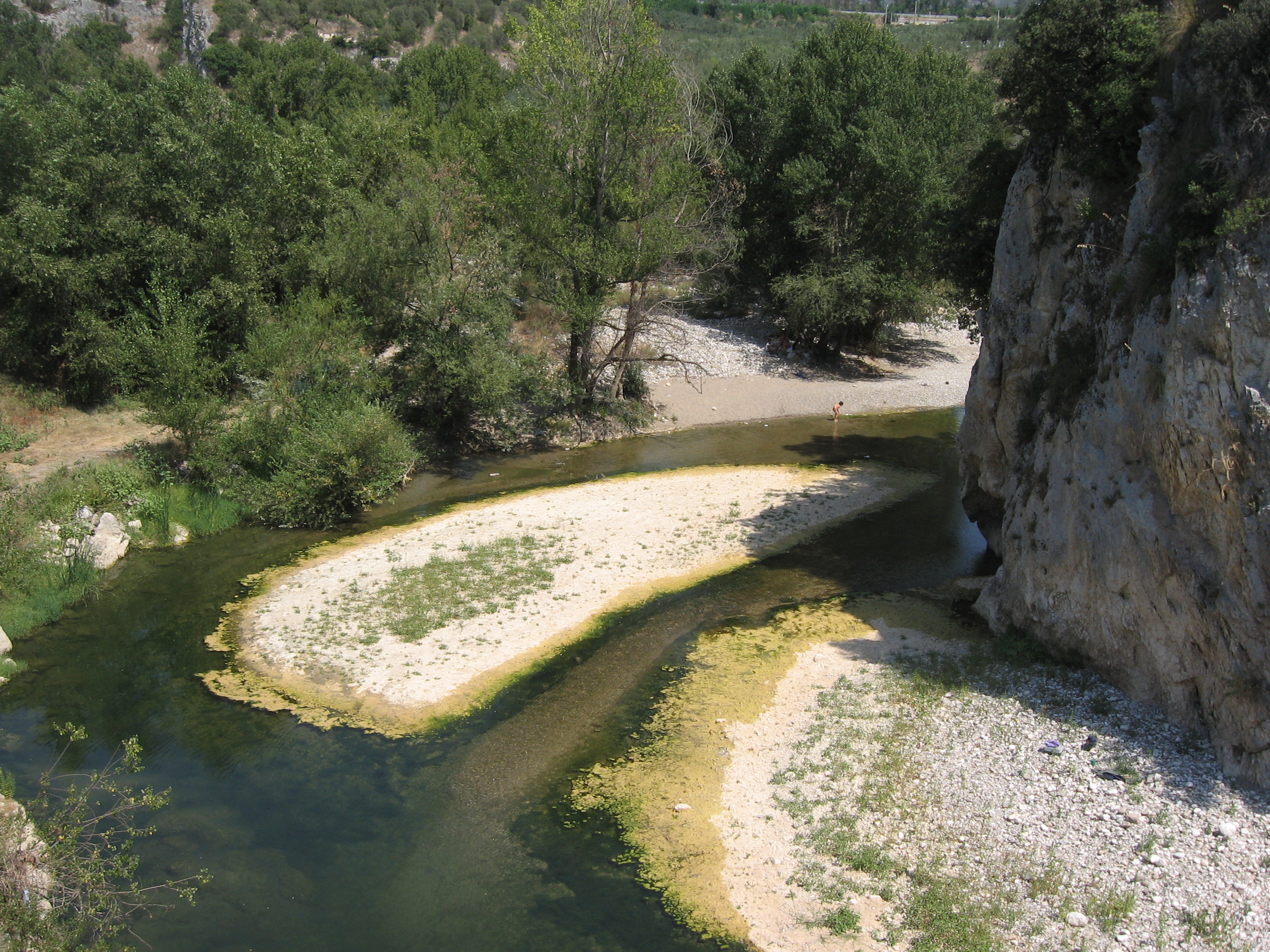
Fiume Bianco

Il fiume Bianco scorre in Campania, nella provincia di Salerno. Nasce dalla confluenza dei fiumi Melandro e Platano, da cui anche il nome di Platano-Bianco.
Dopo aver ricevuto le acque dei suddetti torrenti, scorre per diversi chilometri lungo una serie di bellissime fratture e canyon, scavati nel corso dei millenni. Sul suo corso fu edificato in età augustea, con soldi pubblici e spontanee donazioni degli abitanti di Volcei, un ponte, attualmente dedicato a San Cono, per raggiungere il diverticolo che si staccava dalla via Reggio-Capua.
Termina il suo corso immettendosi come affluente nel fiume Tanagro.